# 懲罰者 (1993年遊戲)
《懲罰者》（中国大陆又译作）是日本卡普空于1993年上市的街机清版动作游戏，改编自漫威的同名著名漫画角色。硬件平台是CPS 1.5（CPS + QSOUND）。他也是该硬件平台生命末期的大作，游戏的技术特征突出，其巨大的角色，连贯的动作，同屏显示大量敌人的能力，高保真声音皆发挥了CPS平台的最高潜力。

## 游戏机制
该游戏继承了卡普空从快打旋风开创的简单操作机制。八向摇杆控制角色动作，双动作键，A跳B打，AB同按为失血保命必杀。以此为基础，衍生出一系列组合击打技。新增的特色有‘扔手榴弹’，这实际上是一种不损血的清屏必杀，但手榴弹的个数有限制。同时有射击成分，主角随身携带佩枪，但出于‘同级报复’原则，只在敌方持枪时，主角才会掏枪还击。持枪后角色会自动瞄准，并能做百发百中的远距离攻击。
主打雙打合作，1P为惩罚者，2P为“独眼龙”尼克·福瑞。两人的动作招式基本完全相同。

## 故事大綱
主角惩罚者，原名Frank Castle，是意大利裔美国人，他曾参军并作为特种部队参加越南战争，熟悉各种轻重武器的操作。退役后和妻儿过着平静快乐的生活。有一天全家去纽约中央公园野餐，碰巧目击黑社会处决行动，遭到灭口。妻儿被惨杀，Frank侥幸重伤不死。伤愈后Frank发现黑社会成员会利用公检法的腐败和无能逍遥法外，深感绝望，于是决定利用自己的军事技能，以个人的名义惩罚格杀犯罪分子，他穿上一件骷髅头制服，开始以‘惩罚者’（The Punisher）的名义四处打击犯罪，口号是“如果你有罪，杀无赦。”（"If you are guilty, you are dead."）
游戏分6幕讲了“惩罚者”和黑社会头目“金并”（Kingpin）斗争的故事。金并就是残杀惩罚者家人的幕后凶手。惩罚者采取了一系列打击黑社会的行动，包括突击组织伞下一家赌场，调查了一个度假卖淫场所，捣毁港口的毒品仓库，破坏位于亚利桑那州地下的大麻田和毒品列车。金并对遭受的损失大为恼怒，悬赏捉拿“惩罚者”并找到后者位于纽约市下水道的秘密据点，但被惩罚者成功反击。最后惩罚者打进金并所在的总部 - 金并宾馆，击败了金并并炸毁了他的总部。
然而，游戏的结局说明，警方在宾馆的废墟中发现了200余具尸体，（显示的尸体数量是根据玩家游戏过程中打倒的敌人总和）金并却是“死不见尸”。邪恶依然存在，只要罪恶和犯罪活动一日不除，惩罚者的工作就不会停歇。